# Artemps
Artemps település Franciaországban, Aisne megyében. Lakosainak száma 363 fő (2022. január 1.). Artemps Clastres, Happencourt, Saint-Simon, Seraucourt-le-Grand és Tugny-et-Pont községekkel határos.

## Népesség
A település népességének változása:
| Lakosok száma | 289  | 297  | 347  | 354  | 362  | 368  | 371  | 367  | 367  | 363  |
|               | 1968 | 1982 | 1990 | 2006 | 2013 | 2015 | 2017 | 2019 | 2020 | 2022 |